# Umeå övnings- och skjutfält
Umeå övnings- och skjutfält är ett militärt övnings- och skjutfält cirka 6 km norr om Umeå.

## Historik
Inför Kungl. Maj.ts proposition nr 109 år 1968 föreslogs för riksdagen om markanskaffning för att utvidga handövningsfältet i Umeå för Västerbottens regemente (I 20) och Norrlands dragonregemente (K 4) samt för ett nytt övnings- och skjutfält för de båda förbanden. Enligt den utredning som hade föregått regeringens förslag, så ansågs att ett förvärv av ett område om ca 2.100 hektar ca 6 km norr om kasernetablissementet i Umeå och i omedelbar anslutning till det föreslagna utvidgade handövningsfältet. År 1992 påbörjades en utvidgning av fältet igen, det med bakgrund av att verksamheten vid Umeå garnison medförde ett behov av utökat skjutfält, det i form av bland annat att regementet och brigaden tillfördes bandpansarvärnsutbildning. Totalt kom skjutfältet att utökas från 4.000 hektar till 6.000 hektar, där 1.000 hektar utgjorde arrenderat område vilket endast kunde användas som riskområde. Regementets mål var dock att utöka skjutfältet till 8.000 hektar, det för att kunna klassificera det som så kallat brigadskjutfält.
Genom försvarsbeslutet 1996 avvecklades Lapplandsbrigaden samt Stridsskola Nord, vilket samtidigt utgjorde en brytpunkt för skjutfältet, då försvaret utvidgat sina markanspråk i omgångar men nu inte längre var i behov av samma omfattning av mark. Umeå kommun kom därmed att förvärva kasernområdet och södra delen av övningsområdena. Som följd av detta återstod cirka två tredjedelar av Umeå övnings- och skjutfält samt ännu mindre delar av det närövningsfältet, som ligger i direkt anslutning till kasernetablissementet. Genom försvarsbeslutet 2000 avvecklades även Västerbottens regemente, därmed överfördes förvaltningen av skjutfältet till Totalförsvarets skyddscentrum.

## Verksamhet
Skjutfältet består så gott som helt av myrmark och relativt dålig skogsmark men är från militär synpunkt mycket lämpligt för övningar. Vid skjutfältet grundutbildas årligen 30–70 rekryter vid Totalförsvarets skyddscentrum och Västerbottensgruppen. Även hemvärnsförband samt frivillig försvar vid Västerbottensgruppen nyttjar skjutfältet för övningar.